# Constitution bulgare de 1879
Pour les articles homonymes, voir Constitution de la Bulgarie.
Lire en ligne

Version originale sur un site officiel, Traduction en français

Constitution de la république populaire de Bulgarie (4 décembre 1947)
La Constitution de Tarnovo est la première constitution de la Bulgarie. Elle a été adoptée le 16 avril 1879 (28 avril greg.) par l'Assemblée nationale installée à Veliko Tarnovo, la capitale de la Principauté de Bulgarie,.
Cette Constitution, inspirée de la Constitution belge, adopte un caractère bourgeois-libéral et définit les fonctions et les compétences des organes centraux de l'État selon le principe de la séparation des pouvoirs entre le législatif, l'exécutif et le judiciaire. L'inviolabilité du Prince, couvert par la responsabilité ministérielle, l'immunité des députés et l'inviolabilité de la propriété privée sont proclamés. 

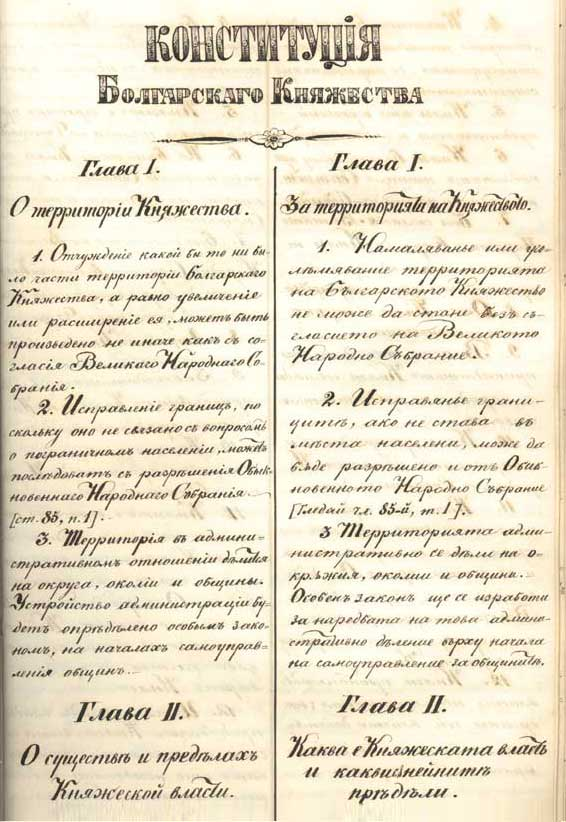
Première page, écrite en russe et en bulgare.

La Constitution inclut également un article 37 qui établit formellement l'Église orthodoxe bulgare comme religion d'État: « La religion dominante dans le royaume de Bulgarie est la religion chrétienne-orthodoxe, de confession orientale ». Il est toutefois précisé dans l'article 40 que « Les chrétiens non orthodoxes, ainsi que les adeptes d’autres religions, Bulgares d’origine ou naturalisés, et aussi les étrangers habitant en permanence ou temporairement la Bulgarie, ont le libre exercice de leur culte, à condition toutefois que leurs rites ne violent pas les lois existantes. »
Alors que l'esclavage n'a formellement été aboli dans l'Empire ottoman qu'en 1889, il l'est déjà dix ans plus tôt en Bulgarie : « Nul, dans le royaume de Bulgarie, ne peut acheter ni vendre une personne humaine. Tout esclave, de quelque sexe, religion ou nationalité qu’il soit, devient libre dès lors qu’il met le pied sur le territoire bulgare. » (article 61).
Avec les révisions de 1893 et de 1911, dues au passage à un système monarchique, la Constitution de Tarnovo est restée en vigueur jusqu'au 4 décembre 1947, jour où elle a été remplacée par la Constitution de la république populaire de Bulgarie.